# Rdeči avgust
Rdeči avgust, ki prvotno pomeni avgust 1966 kulturne revolucije, je izraz, ki se uporablja za označevanje vrste množičnih pokolov v Pekingu, večinoma v avgustu 1966. Po uradni statistiki leta 1980 je Rdeča garda od avgusta do septembra 1966 v Pekingu pobila skupaj 1.772 ljudi - vključno z učitelji in ravnatelji številnih šol; poleg tega je bilo izropanih 33.695 domov in 85.196 družin je bilo prisiljenih zapustiti mesto. Pobijanje, ki ga je izvedla Rdeča garda, je vplivalo tudi na več podeželskih okrožij v Pekingu, kar je na primer povzročilo "pokol v Daxingu", med katerim je bilo od 27. avgusta do 1. septembra v okrožju Daxinga v Pekingu ubitih 325 ljudi. Najstarejša smrtna žrtev pokola v Daxingu je bila stara 80 let, najmlajša pa le 38 dni; 22 družin je bilo zaprtih. Po uradni statistiki, objavljeni 7. novembra 1985, je bilo število žrtev pretepa in umrlih med Rdečim avgustom 10.275.   
18. avgusta 1966 se je kitajski voditelj Mao Cetung srečal s Song Binbinom, vodjo Rdeče garde, na Tiananmenu v Pekingu, kar je močno spodbudilo Rdečo gardo, ki je nato začela množično pobijanje v mestu. Metode pokola med Rdečim avgustom so vključevale pretepanje, mučenje z biči, davljenje, teptanje, prekuhavanje, obglavljenje in tako naprej; zlasti metoda, uporabljena za pobijanje večine dojenčkov in otrok, je bila, da so jih potisnili na tla in jih razrezali na pol.  Mnogi ljudje, vključno z uglednim pisateljem Lao She, so zaradi preganjanja storili samomor. Med pokoli je Mao javno nasprotoval kakršnim koli vladnim posegom v študentsko gibanje, Xie Fuzhi, minister ministrstva za javno varnost, pa je naročil policiji in organom javne varnosti, naj zaščitijo Rdečo gardo, namesto da bi jo aretirali. Vendar je situacija do konca avgusta 1966 ušla izpod nadzora, zaradi česar sta bila Centralni komite kitajske komunistične partije (KPK) in kitajska vlada prisiljena sprejeti več intervencij, ki so postopoma pripeljale do konca pokola.
Rdeči avgust v Pekingu velja za izvor rdečega terorja v kitajski kulturni revoluciji, ki je spodbudil gibanje Rdeče garde v številnih mestih, vključno s Šanghajem, Guangzhoujem, Nankingom in Xiamenom, k preganjanju in pobijanju političnih nasprotnikov. Obstaja primerjava med datumom "18. avgust 1966", ki je bil ključni trenutek Rdečega avgusta, s Kristalno nočjo, ki je bila uvod v holokavst nacistične Nemčije. Poleg tega so Rdeči avgust skupaj s kasnejšimi pokoli po vsej Kitajski med kulturno revolucijo primerjali s pokolom v Nanjingu, ki ga je izvedla japonska vojska med drugo kitajsko-japonsko vojno.

## Zgodovina pokola

### Zgodovinsko ozadje
16. maja 1966 se je v celinski Kitajski začela kulturna revolucija. 5. avgusta je Rdeča garda do smrti pretepla prvega podravnatelja eksperimentalne srednje šole pri Pekinški normalni univerzi Biana Zhongyuna, prvega izobraževalnega delavca v Pekingu, ki ga je umorila Rdeča garda.

### Pokol v Pekingu
18. avgusta 1966 se je kitajski diktator Mao Cetung srečal z vodjo Rdeče garde Song Binbinom, na Tiananmenu v Pekingu, kjer sta se sestala. Po koncu sestanku se je morala Rdeče garde znatno dvignila, kar je sprožilo njihov ogromen pokol v Pekingu. Zlasti 25. avgusta 1966 je na tisoče rdečegardistov začelo izvajati enotedenski pokol na tržnici Langan (榄杆市) v okrožju Chongwen. Istočasno je Rdeča garda začela uničevati »štiri stare«. Skupaj je bilo uničenih 4.922 zgodovinskih znamenitosti. 

22. avgusta 1966 je Mao odobril dokument Ministrstva za javno varnost, v katerem je ukazal "da naj ne uporabljajo policijske sile – brez izjeme – za posredovanje ali zatiranje gibanja revolucionarnih študentov". Naslednji dan je Mao opravil govor na delovni konferenci Centralnega komiteja KPK, v katerem je javno podprl študentsko gibanje in nasprotoval kakršnim koli posegom v "kulturno revolucijo študentov": 
Po mojem mnenju Peking ni tako kaotičen. Študentje so zbrali 100.000 ljudi in nato ujeli morilce. To je povzročilo nekaj panike. Peking je preveč nežen. Izdane so bile pritožbe, [a konec koncev] je huliganov zelo malo. Zaenkrat se nehajte vmešavati. O reorganizaciji središča [mladinske] lige je še prezgodaj reči kaj določnega; počakajmo štiri mesece. Prenagljene odločitve lahko samo škodijo. Delovne ekipe so bile poslane v naglici;  proti levici so se borili v naglici; v naglici so bili sklicani sestanki 100.000;  pritožbe so bile izdane v naglici; Za nasprotovanje novemu občinskemu [partijskemu] komiteju v Pekingu so v naglici rekli, da je enako nasprotovanju [partijskemu] centru. Zakaj je nedopustno nasprotovati K? Sam sem izdal velik likovni plakat 'Bombardirajte štab!' Nekatere težave je treba kmalu rešiti. Na primer, delavci, kmetje in vojaki se ne bi smeli vmešavati v veliko kulturno revolucijo študentov. Naj gredo učenci na ulico. Kaj je narobe s tem, da pišejo plakate z velikimi črkami ali gredo na ulico? Naj tujci slikajo. Posnamejo posnetke, da pokažejo vidike naših nazadnjaških teženj. Ampak to ni pomembno. Naj nam imperialisti delajo škandal. 
26. avgusta je tudi minister za javno varnost Xie Fuzhi, ukazal, naj zaščitijo Rdečo gardo in jih ne aretirajo; izjavil je, da ni narobe, da Rdeča garda pretepa "slabe ljudi", in da je v redu, če so "slabi ljudje" ubiti. Naslednji dan se je v okrožju Daxing v Pekingu zgodil "pokol Daxing". Med srečanjem z vodji več pokrajinskih sistemov javne varnosti je Xie ponovil svoje točke, da ubijanje, ki ga je izvajala Rdeča garda, ni njihova stvar in da bi bila napaka, če bi ministrstvo za javno varnost aretiralo Rdečo gardo.

### Konec pokola
Do konca avgusta 1966 so razmere ušle izpod nadzora, kar je prisililo Centralni komite KPK in kitajsko komunistično vlado k večkratnim intervencijam, ki so postopoma pripeljale do konca množičnega pokola. 5. septembra je People's Daily objavil članek (用文斗, 不用武斗), v katerem je pozval h koncu spopadov in pokolov.
Kljub temu je na milijone pripadnikov Rdeče garde še naprej prihajalo v Peking, da bi videli Maa Cetunga na Trgu nebeškega miru ob več priložnostih, vključno s 15. septembrom, 1. oktobrom in tako naprej.

## Dogodki v pokolu

### Metode ubijanja
Med Rdečim avgustom so metode pobijanja, ki jih je v pokolu uporabljala Maova Rdeča garda, vključevale pretepanje, mučenje z biči, davljenje, teptanje, prekuhavanje, obglavljenje in tako naprej. Zlasti metoda, uporabljena za ubijanje večine dojenčkov in otrok, je bila, da so jih podrli ob tla in jih razrezali na pol.

### Število žrtev
- Po uradnih statističnih podatkih, objavljenih leta 1980, je Rdeča garda od avgusta do septembra 1966 v Pekingu umorila skupno 1.772 ljudi - vključno z učitelji in ravnatelji številnih šol; poleg tega je bilo izropanih tudi 33.695 domov in 85.196 družin je bilo prisiljenih zapustiti Peking.[7][8][9][10][51]
- V "pokolu Daxing" je bilo od 27. avgusta do 1. septembra umorjenih 325 ljudi v okrožju Daxing v Pekingu.[2][7][11] Čeprav večina raziskovalcev meni, da je bilo število smrtnih žrtev v pokolu v Daxingu že prešteto v skupni seštevek Pekinga (tj. 1.772), se nekateri raziskovalci ne strinjajo in trdijo, da število smrti v podeželskih okrožjih, kot sta Daxing in Changping, ni bilo šteto v pekinški občini podatki.[52]
- Po uradni statistiki, objavljeni leta 1985, je število mrtvih med Rdečim avgustom znašalo 10.275; poleg tega je bilo izropanih 92.000 domov in 125.000 družin je bilo prisiljenih zapustiti Peking.[9][14][15]

## Posledice in vpliv
Rdeči avgust v Pekingu velja za izvor rdečega terorja v kitajski kulturni revoluciji. Nekateri Rdeči gardisti iz pekinške srednje šole št. 6 so celo napisali na steni "Naj živi rdeči teror!" s krvjo njihovih žrtev.
Rdeči avgust je spodbudil gibanje Rdeče garde v več mestih Kitajske, vključno s Šanghajem, Guangzhoujem, Nankingom in Xiamenom, kjer je Rdeča garda preganjala in celo pobijala lokalne politične voditelje, intelektualce, učitelje in pripadnike petih temnopoltih kategorij. Na primer, 15. septembra 1966 je enajst pripadnikov Rdeče garde s Pekinške univerze za tuje študije odšlo v Šanghaj in se združilo z Rdečimi gardisti iz Šanghajske šole tujih jezikov ter vzklikalo "Naj živi rdeči teror" in preganjalo skupaj 31 učiteljev.
Obstaja primerjava med datumom "18. avgust 1966", ki je bil ključna točka med Rdečim avgustom, in Kristalno nočjo, ki je bila uvod v holokavst nacistične Nemčije. Poleg tega so Rdeči avgust skupaj s kasnejšimi pokoli po vsej Kitajski med kulturno revolucijo primerjali tudi s pokolom v Nanjingu, ki ga je izvedla japonska vojska med drugo kitajsko-japonsko vojno.